# Fira del Bolet de Llagostera
La Fira del Bolet és una fira que des del 2003 se celebra al nucli antic de Llagostera cada 12 d'octubre i recull la llarga tradició boletaire entre els massissos de les Gavarres i l'Ardenya. L'element central és un mercat ambientat a principis del segle XX amb activitats, demostracions d'oficis, exposicions i tasts de productes relacionats amb els bolets. Al voltant del mercat del bolet, amb un centenar de parades el 2014, se celebren diverses activitats com tallers infantils, passeig amb ponis per a la mainada, cercavila de timbalers i exhibicions de falcons, o les Jornades Gastronòmiques de la Cuina del Bolet. Durant la diada es fa el lliurament dels premis de la Fira del Bolet, que són el premi Ou de Reig per la tasca d'una persona o entitat en favor del municipi, el premi Forquilla de Plata per al millor restaurant, el premi Cistell de Plata per una botiga i el premi de millor aparador. El 2014 va aplegar unes 10.000 persones.

## Galeria

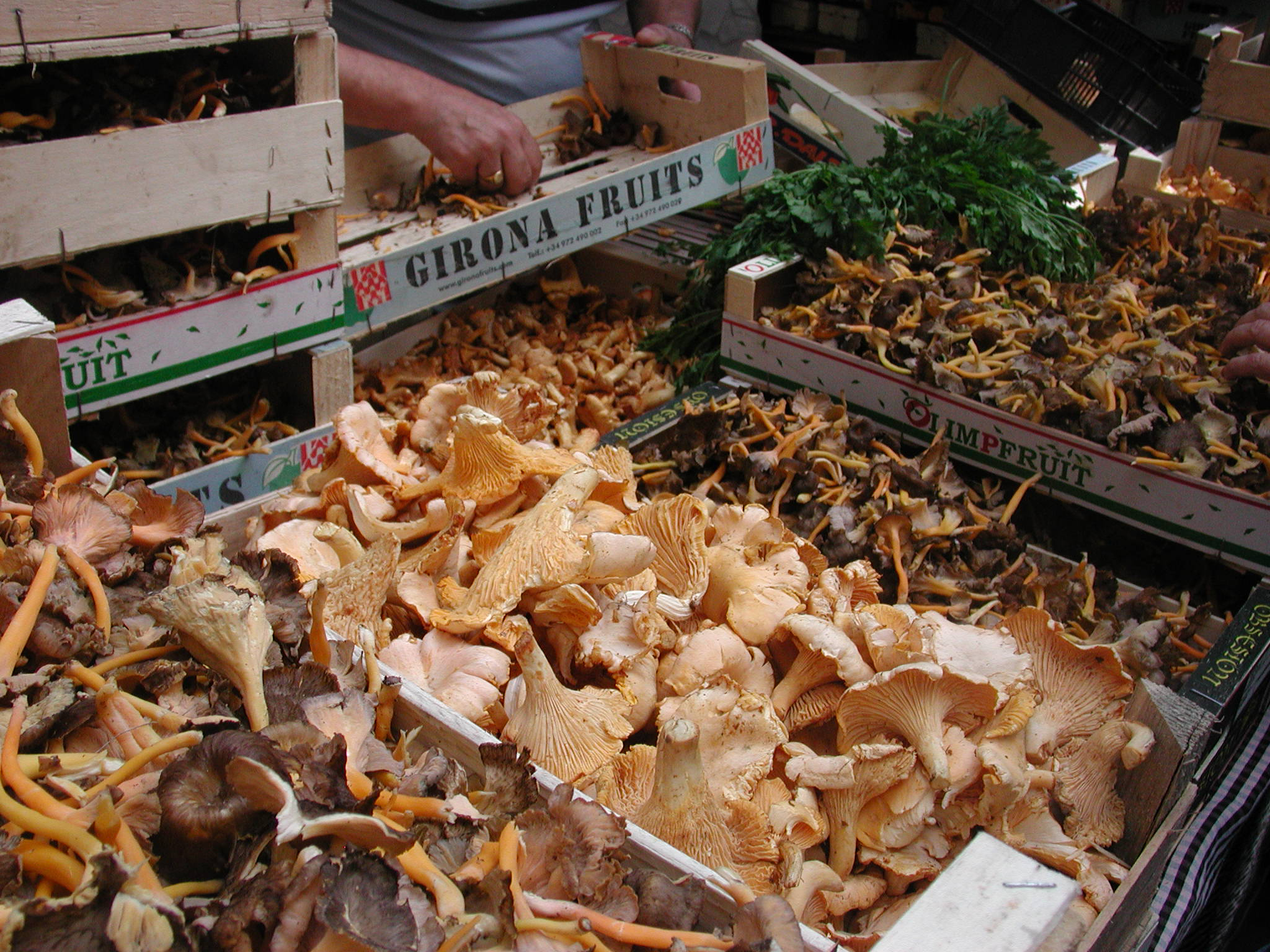
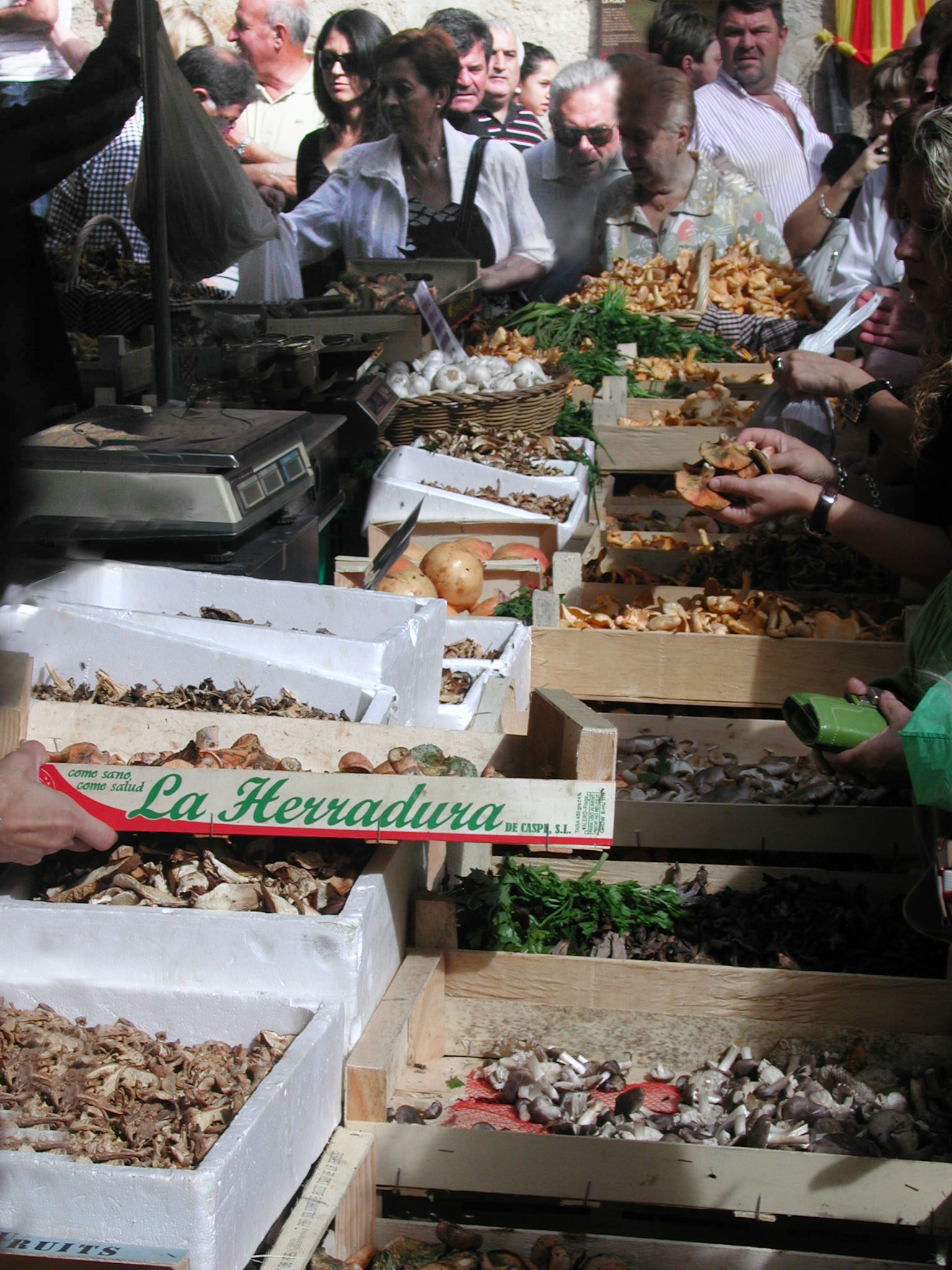
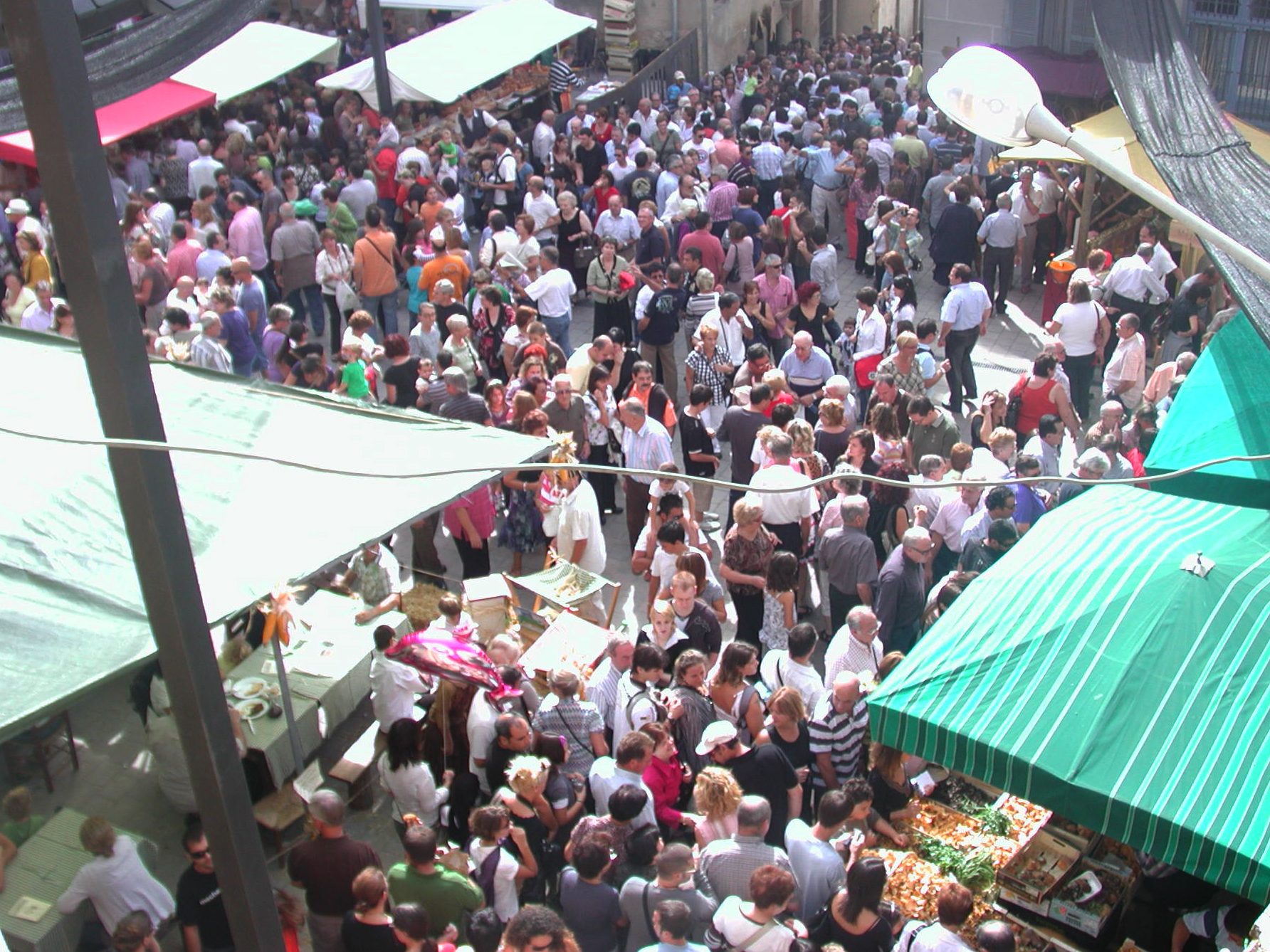